# Barrage de Çamlıdere
Le barrage de Çamlıdere est un barrage en Turquie. La rivière de Bayındır (Bayındır Çayı) rejoint la rivière de Bulak (Bulak Çayı, Berçin Çayı ou Öz Çayı) pour former la rivière de Kirmir (Kirmir Çayı) à 11 km au sud-est du barrage. Cette dernière est un affluent du fleuve Sakarya qu'elle rejoint au niveau du lac du barrage de Sarıyar. Le village de Bayındır (tr) qui donne son nom à la rivière est situé au sud du lac dans le district de Çamlıdere de la province d'Ankara.

## Sources
- (en) « Çamlıdere Dam », sur Agence gouvernementale turque des travaux hydrauliques (DSİ)